# Mollinedia steinbachiana
Mollinedia steinbachiana är en tvåhjärtbladig växtart som beskrevs av Janet Russell Perkins. Mollinedia steinbachiana ingår i släktet Mollinedia och familjen Monimiaceae. Inga underarter finns listade i Catalogue of Life.